# Zofka Kveder
Zofka Kveder (primo voto Jelovšek, secundo voto Demetrović, ur. 22 kwietnia 1878 w Lublanie, zm. 21 listopada 1926 w Zagrzebiu) – słoweńska pisarka, dramatopisarka i publicystka.
Zofka Kveder to jedna z pierwszych słoweńskich pisarek. Do kanonu słoweńskiej literatury weszła nie tyle dzięki swojemu kunsztowi pisarskiemu, ale przede wszystkim poprzez zwróceniem uwagi na sposób traktowania kobiet w ówczesnym społeczeństwie, podejmowanie motywu bezsilności kobiety. Jej pisarstwo przesiąknięte było duchem feminizmu. W czasach, kiedy życie publiczne i literackie w jej rodzimym kraju było zdominowane przez mężczyzn, uchodziła za śmiałą, niezależną intelektualistkę. Taką opinię zyskała również w Chorwacji i Czechach, gdzie publikowała.
Ze względów na skrajnie mimetyczny opis otoczenia, determinowanie postępowania bohaterów dziedzicznością oraz podejmowanie tematu erotyki, wpisywana jest do grona drugiej generacji słoweńskich naturalistów.

## Życie
Dorastała we wsi Loški Potok w Wewnętrznej Krainie, który w owym czasie uchodził za jeden z najbiedniejszych, najbardziej odizolowanych i zacofanych w Słowenii. Dzieciństwo było najsmutniejszym okresem jej życia. Uzależniony od alkoholu ojciec znęcał się nad żoną i trójką dzieci. Z powodu uwłaczających warunków życia oraz pragnienia poznania samodzielnego życia opuściła rodzinne strony i przeprowadziła się do Lublany. Tam znalazła tymczasowe zatrudnienie w kancelarii adwokackiej polityka Ivana Šusteršiča.
Wkrótce się przeniosła do Triestu, gdzie została zatrudniona w redakcjach czasopism Edinost i Slovenka. Później przeniosła się do Berna, tamże jako wolna słuchaczka uczęszczała na wykłady uniwersyteckie. W latach 1890–1907 mieszkała w Pradze. Podczas swojego pobytu w tym mieście była konsultantką literacką czasopisma Prežihovi Voranc oraz rozpoczęła redagowanie poczytnego rodzinnego miesięcznika Domači prijatelj (1904) trafiającego pod strzechy większości słoweńskich domostw.
Okres praski wiąże się również znaczącymi zmianami w życiu osobistym pisarki, tutaj urodziła swoją pierwszą córkę Vladę i wyszła za mąż za jej ojca, chorwackiego modernistycznego poetę Vladimira Jelovška. Cała rodzina przeniosła się do Zagrzebia, gdzie małżeństwu urodziły się jeszcze dwie córki– Maša i Mira.
W Zagrzebiu pracowała w redakcji zagrzebskiego niemieckojęzycznego dziennika Agramer Tagblatt redagując jego dodatek przeznaczony dla kobiet Frauen Zeitung. Po tym jak jej małżeństwo z Jelovškiem zakończyło się rozwodem, powtórnie wyszła za mąż, tym razem za socjaldemokratycznego polityka Juraja Demetrovića. W roku 1917 założyła czasopismo Ženski svijet, później przemianowane na Jugoslovanska žena. W roku 1920 gazeta przestała się ukazywać, rok później Zofka Demetrović postanowiła opublikować Almanah jugoslavenskih žena zawierający Tužaljke. Po I wojnie światowej jej mąż pełnił urząd namiestnika w Chorwacji, a sama została pierwszą damą Chorwacji. Resztę życia spędziła w Zagrzebiu, gdzie została pochowana.

## Twórczość
W 1898 r. w czasie pobytu w Trieście zaczęła wysyłać swoje pierwsze utwory, zarówno oparte na autentycznych wydarzeniach, jak i te będące wytworem wyobraźni, rozmaitym redakcjom m.in.: triesteńskiej Slovence i Edinosti, Slovenskiemu narodu, Domu in svetu; większość z nich ukazała się w druku. Wkrótce zabroniono jej pisać pod swoim imieniem i zmuszona została do przyjęcia pseudonimu. Zdecydowała się publikować jako Kopriva (Pokrzywa), co podkreślało bolesne dzieciństwo i młodość. W 1900 r. opublikowała szkic literacki Moja prijateljica opierający fabułę na własnych doświadczeniach. W tym samym roku wydała swoją debiutancką książkę Misterij žene (zbiór krótkich szkiców literackich), która oprócz wątków autobiograficznych, biednego dzieciństwa w patologicznej rodzinie, zawiera obserwacje z życia triesteńskiego. Na jej kartach przeplatują się bolączki kobiet, których losy, mimo pochodzenia bohaterek z różnych klas społecznych (m.in. chłopstwa, lumpenproletariatu, proletariatu, mieszczaństwa), łączy tragiczny los, nieuniknione cierpienie, spowodowane zależnością od mężczyzn. Publikacja została negatywnie odebrane przez krytykę, zarówno ukierunkowaną klerykalnie i liberalnie zarzucającą jej m.in. brak kunsztu literackiego, nadmierny pesymizm, jednostronność, zbyt brutalny język. Modernistyczny pisarz Ivan Cankar, jako jeden z nielicznych, na łamach czasopisma Slovenka pozytywnie opowiedział się o Misterij žene, chwaląc oryginalność i wyjście poza ramy słoweńskiej tradycji literackiej.
W 1901 r. utwory dramatyczne zebrała w książce Ljubezen. W następnych latach wydała następujące zbiory: Odsevi (1902), Iz naših krajev (1903) i Iskre (1905). Ważniejszym dziełem dramatycznym jest dramat Amerikanci (1908) ukazujący przyczyny masowych emigracji za ocean.
W wielu swoich utworach podejmuje temat alkoholizmu, tak bliski jej ze względu na osobiste doświadczenia, najznamienitszymi tego przykładami są: nowela V oblasti teme i ostatnie dzieło napisane w języku słoweńskim – powieść Njeno življenje (1918). Po I wojnie światowej tworzyła już wyłącznie w języku serbsko-chorwackim (powieść Hanka, nowela Jedanaest, dramat Unuk kraljevića Marka…). Publikowała także w czeskich i niemieckich czasopismach.